# Laister-Kauffman LK-10
Die Laister-Kauffman TG-4 (auch bekannt als Laister-Kauffman LK-10) war ein in den 1940er Jahren hergestelltes amerikanisches Militär-Segelflugzeug.

## Geschichte
Während des Zweiten Weltkrieges benötigten die USAAF (United States Army Air Forces) eine erhebliche Anzahl von Segelflugpiloten für ihre Lastensegler zum Truppentransport. Jack Laister entwickelte 1941 das Flugzeug aufgrund der Anforderung des United States Army. Es basierte auf seinem Entwurf eines einsitzigen Segelflugzeuges mit Knickflügel, das Jack Laister 1938 während seines Studiums an der Lawrence Technological University entworfen hatte. Der Prototyp nahm 1939 bei einem Kunstflug-Wettbewerb der Pariser Luftfahrtschau teil.
Die USAAF hatte Interesse bekundet, Laister selbst konnte jedoch die geforderten Prototypen nicht alleine finanzieren. Nachdem er einen Sponsor gefunden hatte, gründete er mit dem  Geschäftsmann John Kauffman die Laister-Kauffman Corporation in St. Louis, Missouri. Die USAAF bestellte drei Prototypen, die als XTG-4  bezeichnet wurden. Nach der Auswertung der Testflüge erteilte die Armee einen ersten Auftrag über 75 Flugzeuge, gefolgt von einem zweiten Auftrag über weitere 75 Stück. Laister-Kauffmann lieferte die ersten Prototypen XTG-4 Ende Dezember 1941 und das erste Serienflugzeug im Juli 1942. Die letzte der 150 TG-4A wurde im Juni 1943 ausgeliefert. Vergleichbarer deutscher Typ ist die DFS Kranich.
Noch während des Zweiten Weltkrieges wurde von der USAAF die weitere Nutzung eingestellt, da sich herausstellte, dass die Flugeigenschaften des Flugzeugs zu verschieden waren von den Anforderungen an ein Frachtsegelflugzeug. Die Erfahrungen auf der TG-4A waren nicht besonders relevant für die weitere Ausbildung. Eine weitere Bestellung der TG-4B Serie wurde von USAAF zurückgezogen.

## Konstruktion
Die TG-4A Tragflächen des Mitteldeckers waren aus Mahagoni-Sperrholz in Rippenbauweise, die um die Profilnase mit Sperrholz beplankt und mit einer lackierten Stoffbespannung überzogen wurden. Der Rumpf wurde aus geschweißten Chrom-Molybdän-Stahlrohren hergestellt, der ebenfalls mit Flugzeugseide überzogen wurde. Das Fahrwerk hatte ein ungefedertes Laufrad mit einer Scheibenbremse. Darüber hinaus befanden sich Holzkufen am Flugzeugbug, an den beiden Tragflächenenden und ein Hecksporn unter dem Höhenleitwerk. Das Tragflächenprofil entsprach dem Typ NACA 4418. Die Standardinstrumente der TG-4 waren Magnetkompass, Höhenmesser, Fahrtmesser, Variometer,  Kugellibelle und ein SCR-585-B Funkgerät, mit Buchsen für zwei Kopfhörer und Kehlkopfmikrofon für Pilot und Fluglehrer.

## Varianten
- XTG-4, Prototyp  (3 gebaut)
- TG-4A, Militär-Modell (150 gebaut)
- TG-4B (1 gebaut)

## Technische Daten
| Kenngröße                         | Daten LK-10/TG-4A        |
| --------------------------------- | ------------------------ |
| Besatzung                         | 2 (Pilot und Fluglehrer) |
| Länge                             | 6,5 m                    |
| Spannweite                        | 15,24 m                  |
| Höhe                              | 1,115 m über Cockpit     |
| Flügelfläche                      | 15,2 m²                  |
| Flügelstreckung                   |                          |
| Gleitzahl                         | 22 bei 80 km/h           |
| Geringstes Sinken                 | 0,97 m/s bei 73 km/h     |
| Nutzlast                          |                          |
| Leermasse                         | 216 kg                   |
| max. Startmasse                   | 397 kg                   |
| Mindestgeschwindigkeit            | 61 km/h                  |
| Höchstgeschwindigkeit             | 225 km/h                 |
| Höchstgeschwindigkeit Windenstart | 130 km/h                 |
| Höchstgeschwindigkeit F-Schlepp   | 203 km/h                 |
| Lastvielfache                     | +6/−3 bei 225 km/h       |

## Verbleib

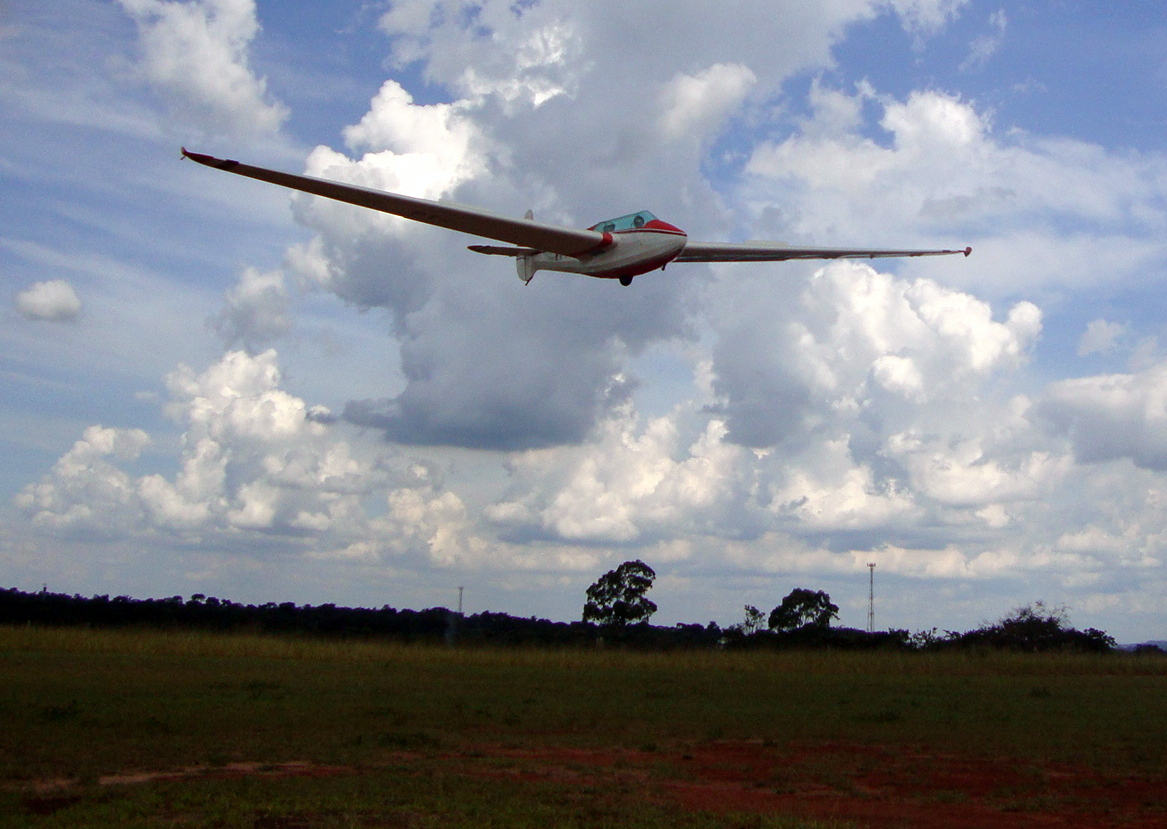
TG-4 PT-PAZ in Bauru, Brasilien

Zahlreiche TG-4A wurden verkauft und gingen in den Besitz von privaten Segelflieger über, sie wurden sogar ins Ausland verkauft und waren im Schulbetrieb von Fliegerclubs im Einsatz. Die zivile Version hatte danach die Bezeichnung LK-10. Eine LK-10 mit Seriennummer 106 war unter dem Präfix PT-PAZ beim „Aeroclube de Bauru“ in Brasilien bis April 2013 in Betrieb.

### Ausstellungsstücke
In folgenden Museen sind LK-10/TG-4A ausgestellt:
- Air Mobility Command Museum
- Museum of Aviation.[2] Die ausgestellte TG-4A mit der Seriennummer 42-43740 war beim Army Air Corps 1148, ein Glider Trainings-Geschwader, im Fort Sumner, New Mexico stationiert und war bis September 1944 im Dienst. Seit 1987 befindet sich die TG-4 im Museum.
- National Museum of the United States Air Force
- Planes of Fame
- Silent Wings Museum
- US Southwest Soaring Museum